# Jakabvágása
Jakabvágása (1899-ig Német-Jakabvágás, szlovákul: Chminianske Jakubovany) község Szlovákiában, az Eperjesi kerület Eperjesi járásában.

## Fekvése
Eperjestől 18 km-re nyugatra, a Nagyszinye-patak és a Hernád között fekszik. Zsákfalu, Szinyeújfalu felől közelíthető meg.

## Története
A falut a német jog alapján alapították, 1334-ben „Jacabuagasa” néven említik először. A szinyei uradalomhoz tartozott, a 15. századtól a Perényi család birtoka volt. 1427-ben 30 portája adózott. A 17. században a Hedry, Péchy és más családok birtoka.
A 18. század végén Vályi András így ír róla: „JAKABVÁGÁS. Német Jakabvágás. Jakubovani. Tót falu Sáros Várm. földes Ura Péchy, és más Urak, lakosai katolikusok, fekszik Berthóldhoz közel, Sz. Keresztnek filiája, erdeje szűken, réttye, legelője szintúgy; földgye nehezen miveltetik, de gabonát bőven terem.”
A 19. században a Bujanovics nagybirtokhoz tartozott. 1828-ban 70 házában 535 lakos élt. Lakói földműveléssel, cseresznye termesztéssel, sószállítással foglalkoztak.
Fényes Elek 1851-ben kiadott geográfiai szótárában így ír a faluról: „Jakabvágás, tót falu, Sáros vmegyében, ut. p. Berthóthoz 1 óra.”
1920 előtt Sáros vármegye Kisszebeni járásához tartozott.

## Népessége
| Év:            | 1994. | 2004.    | 2014.    | 2024.    |
| -------------- | ----- | -------- | -------- | -------- |
| Emberek száma: | 1146  | 1635     | 2112     | 3215     |
| Eltérés:       |       | +42,67 % | +29,17 % | +52,22 % |

| Év:            | 2023. | 2024.   |
| -------------- | ----- | ------- |
| Emberek száma: | 3093  | 3215    |
| Eltérés:       |       | +3,94 % |

1910-ben 623, túlnyomórészt szlovák anyanyelvű lakosa volt.
2001-ben 1427 lakosából 1399 szlovák volt.
2011-ben 1913 lakosából 1381 szlovák volt.

## Neves személyek
- Itt született 1772. március 18-án Bredeczky Sámuel teológus, pedagógus, író.

## Nevezetességei
- Evangélikus temploma eredetileg kora gótikus stílusban épült 1300 körül, 1766-ban klasszicista stílusban építették át.
- Krisztus Király tiszteletére szentelt római katolikus temploma.

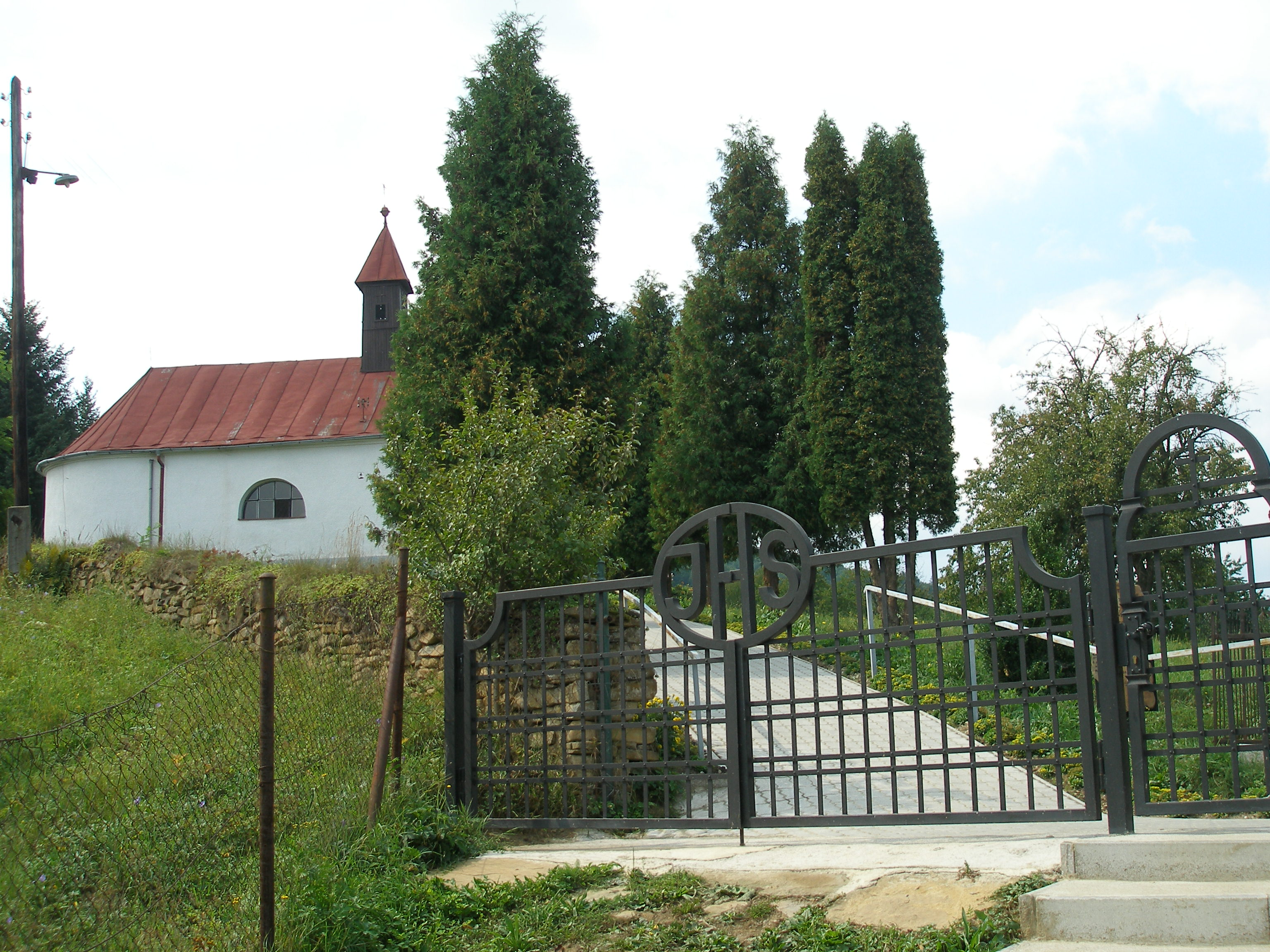
Jakabvágása - templom

- Temetőkápolnája 1847-ben épült.